# Amangeldy Imanow

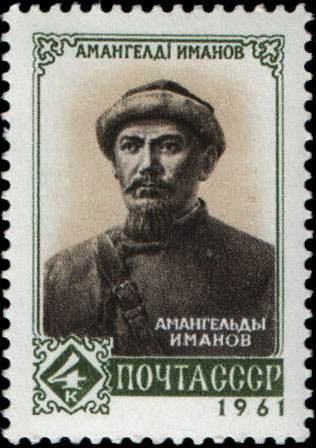
Amangeldy Imanow (1873—1919). Znaczek pocztowy ZSRR z 1961 гoku

Amangeldy (Amankeldy) Üderbajuły Imanow (kaz. Амангелді (Аманкелді) Үдербайұлы Иманов; ros. Амангельды Иманов; ur. 1873, zm. 1919) – jeden z przywódców powstania w Kazachstanie w 1916 roku. Aktywny uczestnik walk o ustanowienie władzy radzieckiej od 1917 do 1919 roku. Członek partii komunistycznej od 1918 roku. W 1919 został zabity przez kontrrewolucjonistów.